# María Delia Arena
María Delia Arena (La Plata, 1944-La Plata, 10 de enero de 2012) fue una arqueóloga argentina, investigadora científica especialista en las culturas prehispánicas del Noroeste argentino. 

## Biografía
María Delia Arena comenzó sus estudios en la carrera de Antropología en la Facultad de Ciencias Naturales de la Universidad Nacional de La Plata, formando parte de los primeros seis alumnos de esta carrera en la alta casa de estudios platense, junto con Bernardo Dougherty, Diana Rolandi y Rodolfo Raffino.
Siendo estudiante comenzó a estudiar las colecciones arqueológicas depositadas en el Museo de La Plata, especialmente la colección Benjamín Muñiz Barreto, así como las libretas de campo de Wladimiro Weisser, escritas como producto de las excavaciones realizadas en el Noroeste argentino durante la década de 1930. Al graduarse en 1972, comenzó los trabajos arqueológicos sistemáticos sobre dicha colección dirigida por el arqueólogo argentino Alberto Rex González.
Entre 1973 y 1984 fue ayudante diplomada en la cátedra de Arqueología Argentina. Durante los años del Proceso de Reorganización Nacional (1976-1983), María Delia vivió durante extensos periodos de tiempo en Cachi, en el valle Calchaquí (Provincia de Salta). Durante un tiempo, estuvo radicada en Europa. En las últimas décadas desarrolló tareas de acondicionamiento, catalogación y puesta en valor de la colección Muñiz Barreto, especialmente la parte depositada en el Depósito 7 de la División Arqueología, que actualmente lleva su nombre.
Falleció el 10 de enero de 2012.

## Publicaciones seleccionadas
- Arena, María Delia. (1975) Arqueología del Campo del Fraile y aledaños (Valle del Cajón, Dpto. Santa María, Catamarca), Actas y trabajos del I Congreso de Arqueología Argentina, Rosario, 23-28 de mayo de 1970, pp. 43-96. Buenos Aires.
- Arena, María Delia. (2008). Documento e identidad de los materiales arqueológicos del Museo de La Plata. Revista del Museo, 22 (3): 37-49